# Zamarada fugax
Zamarada fugax är en fjärilsart som beskrevs av W. Warren 1902. Zamarada fugax ingår i släktet Zamarada och familjen mätare. Inga underarter finns listade i Catalogue of Life.